# Lontras
Lontras é um município brasileiro do Estado de Santa Catarina. Localiza-se a uma latitude 27º09'58" sul e a uma longitude 49º32'31" oeste, estando a uma altitude de 330 metros. A população indicada pelo Censo de 2022 é de 12.873 habitantes. 
Lontras possui uma área de98,3954 km²
É essencialmente agrícola, porém tem demonstrado crescimento no ramo industrial, principalmente na indústria têxtil e cervejeira.

## História
Os primeiros colonizadores de Lontras foram alemães: Henrique Schroeder, Rodolfo Danker e Alfredo e Leopoldo Christen, que em 1890, carregando seus pertences em burros, avançaram pelas margens do rio Itajaí Açú, carregando seus pertences em burros. Essa região pertencia às terras adquiridas e depois divididas por Hermann Otto Blumenau, vindo da Alemanha por volta de 1850.
Henrique Schroeder, colonizador do município mais conhecido hoje em dia, nasceu em Soligen (Alemanha) em 1861, e veio com seus pais e irmãos mais tarde em Aquidabam (hoje conhecida como Apiúna).
Em 1899, Henrique Schroeder escolheu Lontras para residir, onde desenvolveu seu trabalho e sendo referência como colonizador e criador de cavalos. Foi dele a primeira casa de comércio do município, hoje conhecido como Casarão Schroeder e hoje sendo Patrimônio Histórico Estadual, tombado pela Fundação Catarinense de Cultura.
Henrique Schroeder auxiliou na construção da Paróquia Santa Luzia e doou o seu terreno para a construção da atual Escola de Educação Básica Regente Feijó, construída no ano de 1945.
Hoje em dia, seu nome serviu como nome da praça central do município, Praça Henrique Schroeder.
Após sua morte em 1932, seu filho Oswaldo Schroeder trabalhou muito para expandir os negócios deixado pelo pai. Além da loja que produzia queijo da marca Santa Luzia em homenagem à padroeira de Lontras.
O nome da cidade origina-se do mamífero lontra que vivia na região. O município foi criado através da Lei nº 791, de 19 de dezembro de 1961, quando então se desmembrou do município de Rio do Sul. Lontras guarda em seus inúmeros casarios, os traços da história da colonização do Alto Vale do Itajaí, com vários exemplares de destaque.
Quando o Presidente da República Getúlio Vargas decretou a participação do Brasil na Segunda Guerra Mundial em 1942, o primeiro escalão da FEB (Força Expedicionária Brasileira) partiu para a Itália e desembarcou em Nápoles. Em território italiano, os expedicionários brasileiros lutaram 239 dias consecutivos até o término da guerra.
Entre esses expedicionários estavam os lontrenses João Carturano, Augusto Baade, Willy Kuehl e Erico Ricardo Knappmann (futuramente, prefeito de Lontras).
Em 1975, o Prefeito Hermínio Ulrich os homenageou com um monumento de canhão no centro da cidade, que persiste até os dias atuais. 
O desenvolvimento econômico é constituído por: 40% indústria, 30% comércio, 20% agricultura e 10% prestação de serviços.
No município são cultivados fumo, milho, feijão e arroz irrigado, além da criação de aves, de suínos e de gado leiteiro. As indústrias são metalmecânica e facções, entre outras atividades que geram renda e emprego. As atrações naturais são corredeiras e cachoeiras. A antiga ferrovia é outra visita imperdível, com seus túneis e pontilhões.
O município destaca-se também pela preservação do patrimônio da extinta Estrada de Ferro Santa Catarina (EFSC), através da antiga Estação Ferroviária e de inúmeras edificações históricas distribuídas pela cidade, que demonstram a importância de suas famílias na colonização do Alto Vale do Itajaí e a preocupação de seus descendentes em preservar a memória dos imigrantes.
E também, pelo prédio mais antigo da cidade construído pelo farmacêutico pernambucano, Paulo Alves do Nascimento. O objetivo da construção era para ser um hospital na década de 1960, período de grande processo da cidade.
Os templos religiosos com arquitetura diferenciada preservada, apresentam forte apelo histórico e religioso. Cortada pela antiga Estrada de Ferro Santa Catarina, Lontras é um dos parceiros do Projeto de Revitalização da Estrada de Ferro, denominado Ferrovia das Bromélias, juntamente com Rio do Sul, Ibirama e Apiúna. As tradições herdadas dos alemães e italianos unem-se em prol do desenvolvimento e enriquecimento de um lugar de grande potencial, através de um povo hospitaleiro e amigo.
Preservar o rico Patrimônio Cultural do município de Lontras é dever de todo cidadão lontrense.

## Governo e Política
Ver também: Lista de prefeitos de Lontras
O primeiro representante do Poder Executivo Municipal e primeiro prefeito do município foi Cândido Salvador Rodrigues, em 1962.
O atual prefeito é Rubens Roberto dos Santos (MDB). Rubens foi eleito nas eleições de 2024 com 50,73% dos votos válidos, vencendo seu adversário Eduardo Purnhagen (PL) que obteve 49,27% dos votos válidos.
Foi a eleição mais acirrada da história do município. 
O Poder Legislativo Municipal está na Câmara de Vereadores, e é composta por 9 vereadores . O atual Presidente da Câmara é José Luiz Kochanski. Depois da eleições de 2024, a composição da Câmara é distribuída da seguinte maneira: quatro cadeiras para o Movimento Democrático Brasileiro (MDB), duas cadeiras para o Partido Liberal (PL), duas cadeiras para o Partido da Social Democracia Brasileira (PSDB) e uma cadeira para o PODEMOS.